# Julius Zwirner
Julius Zwirner (* 1. Hälfte des 20. Jahrhunderts; † 2. Hälfte des 20. Jahrhunderts) war ein deutscher Orgelbauer.

## Leben
Julius Zwirner eröffnete um 1922 eine Werkstätte in Landshut. Später verlegte er die Firma nach München, welche nach 1945 einen zweiten Aufschwung erlebte. Er fertigte zahlreiche Orgeln in Südbayern. 1970 erkrankte er und gab daraufhin sein Geschäft auf. Ekkehard Simon war einer seiner bekanntesten Schüler.

## Werke (Auswahl)
| Jahr    | Ort                     | Kirche                        | Bild | Manuale | Register | Bemerkungen                                                                                             |
| ------- | ----------------------- | ----------------------------- | ---- | ------- | -------- | --- |
| 1926    | Aich (Fürstenfeldbruck) | St. Peter und Paul            |      | II/P    | 13       | → Orgel                                                                                                 |
| 1937    | Waging am See           | St. Martin                    |      |         |          | |
| 1939    | Weildorf                | Mariä Himmelfahrt             |      | II/P    | 10       | Neubau im historischen Gehäuse                                                                          |
| 1939    | Osterwarngau            | St. Georg                     |      | II/P    | 18       | |
| 1950    | Nonn                    | St. Georg                     |      | II/P    | 12       | verändert erhalten                                                                                      |
| 1951    | Gelting                 | Mariä Himmelfahrt             |      | II/P    | 17       | |
| 1957    | Dielheim                | St. Cyriak                    |      | II/P    | 26       | |
| um 1960 | St. Stephan             | Haimpertshofen                |      | I/P     | 6        | |
| 1962    | Stockdorf               | St. Vitus                     |      |         |          | |
| 1960    | Überacker               | St. Bartholomäus und Valentin |      | II/P    | 9        | |
| 1964    | Gundihausen             | Mariä Namen                   |      | II/P    | 17       | |
| 1965    | Burgharting             | St. Vitus                     |      | II/P    | 10       | |
| 1965    | München-Aubing          | St. Quirin                    |      | II/P    | 15       | Pfeifenwerk der Vorgängerorgel teilweise mitverwendet                                                   |
| 1972    | Augsburg                | St. Stephan                   |      | III/P   | 33       | nicht erhalten; 1965 Vertragsabschluss, Fertigstellung aufgrund Erkrankung 1972 durch Max Anton Offner. |